# Иван Карчев
Иван Карчев или Карчов е български революционер, деец на Вътрешната македоно-одринска революционна организация.

## Биография
Иван Карчев е роден в Лозенград, тогава в Османската империя, днес Къркларели, Турция. Влиза във ВМОРО. След Керемидчиоглувата афера в 1902 година става секретар на Лозенградския революционен комитет, в който влизат и Никола Кърджиев (председател), Стойчо Воденичаров, Никола Петков и Стойчо Орманджиев членове. Участва на конгреса на Одринския революционен окръг на Петрова нива. По време на Илинденско-Преображенското въстание е помощник-войвода на Коста Тенишев.